# انفجار دلفت (1654)
كان انفجار دلفت (بالهولندية: Delftse donderslag) كارثة وقعت في 12 أكتوبر 1654. في العاشرة والربع صباحًا، حيث انفجر مستودع بارود يقع في الشمال الشرقي من وسط مدينة دلفت في ذلك اليوم. افترض المؤرخون أن ما لا يقل عن مائة شخص لقوا حتفهم في الكارثة كمااعتقد أن عدد القتلى تجاوز المئات، إلا أنه لم يُحدد العدد الدقيق للقتلى في الكارثة. وعمليّا تضررت كل المباتي في وسط المدينة، وسُويت المنطقة الواقعة إلى الشرق من Verwersdijk بالكامل على الأرض.

## مكان
وكان المكان المحتوي على البارود، والذي وقعت فيه الكارثة يقع في أراضي دير كلاريسيكس السابق في نهاية جيروغ منذ عام 1637. وقلة التي كانت تعرف بوجود مخزن للبارود تحت الأرض، كان ذلك ما عُرِف بسر هولندا. وفي السنوات التي تلت إنشاء هذا المكان، انتشرت صناعة الملابس في المنطقة المحيطة بموقع المخزن، الذي بني أساسا حول شارع دولنسترات الممتد. ولذلك كان سكان هذا الشارع هم الأكثر قتلى بمن فيهم الرسام كاريل فابريتيوس الذي كان في مرسمه في دولنسترات.

## إحياء ذكرى الحادثة
في 12 سبتمبر 2004، احتُفِل بالذكرى 350 لانفجار دلفت بحفلة إيقاعية في فناء مستودع المدفعية السابق في بارديناركت.

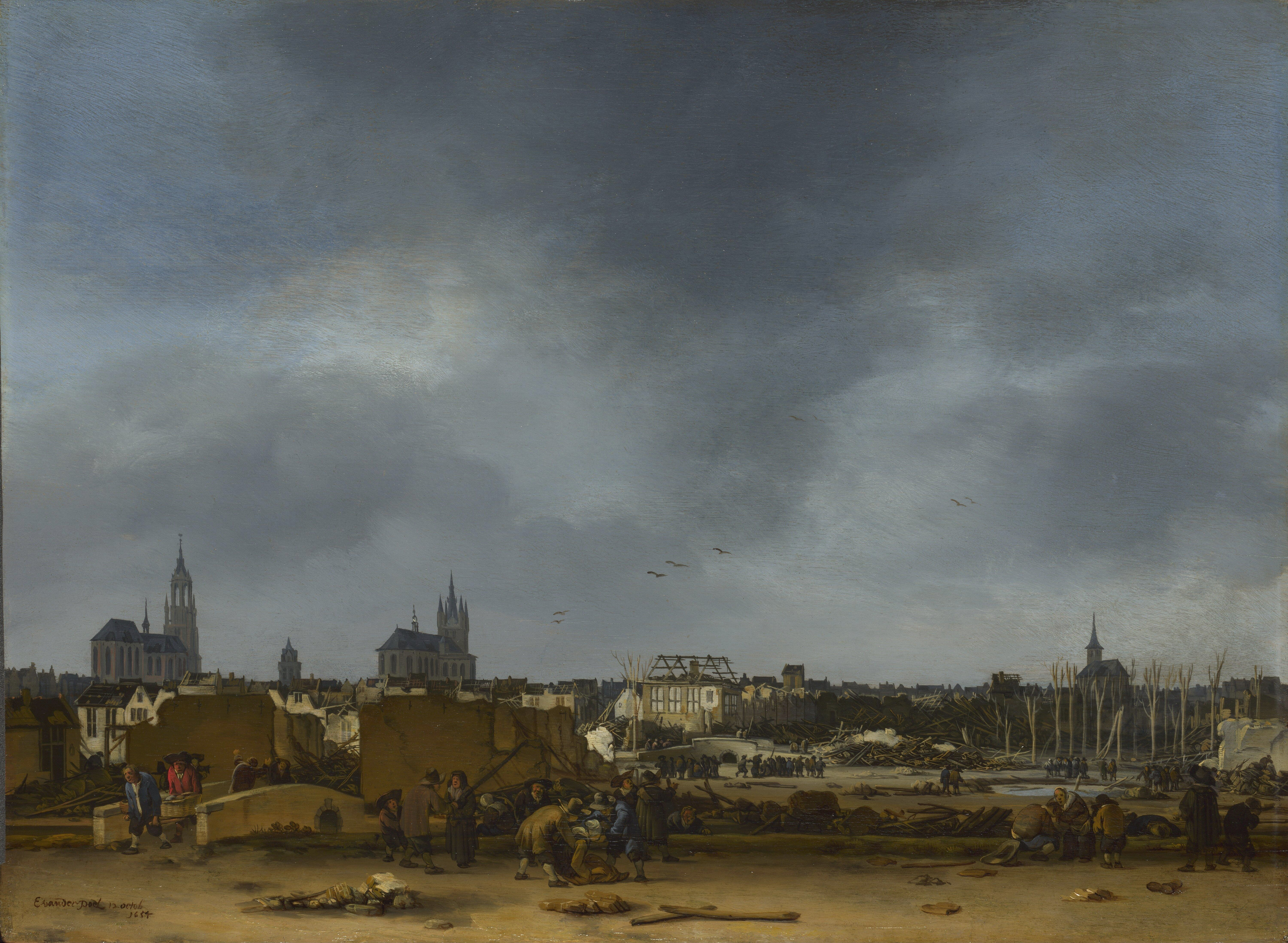
إغبرت فان دير بول: دلفت بعد الانفجار 1654

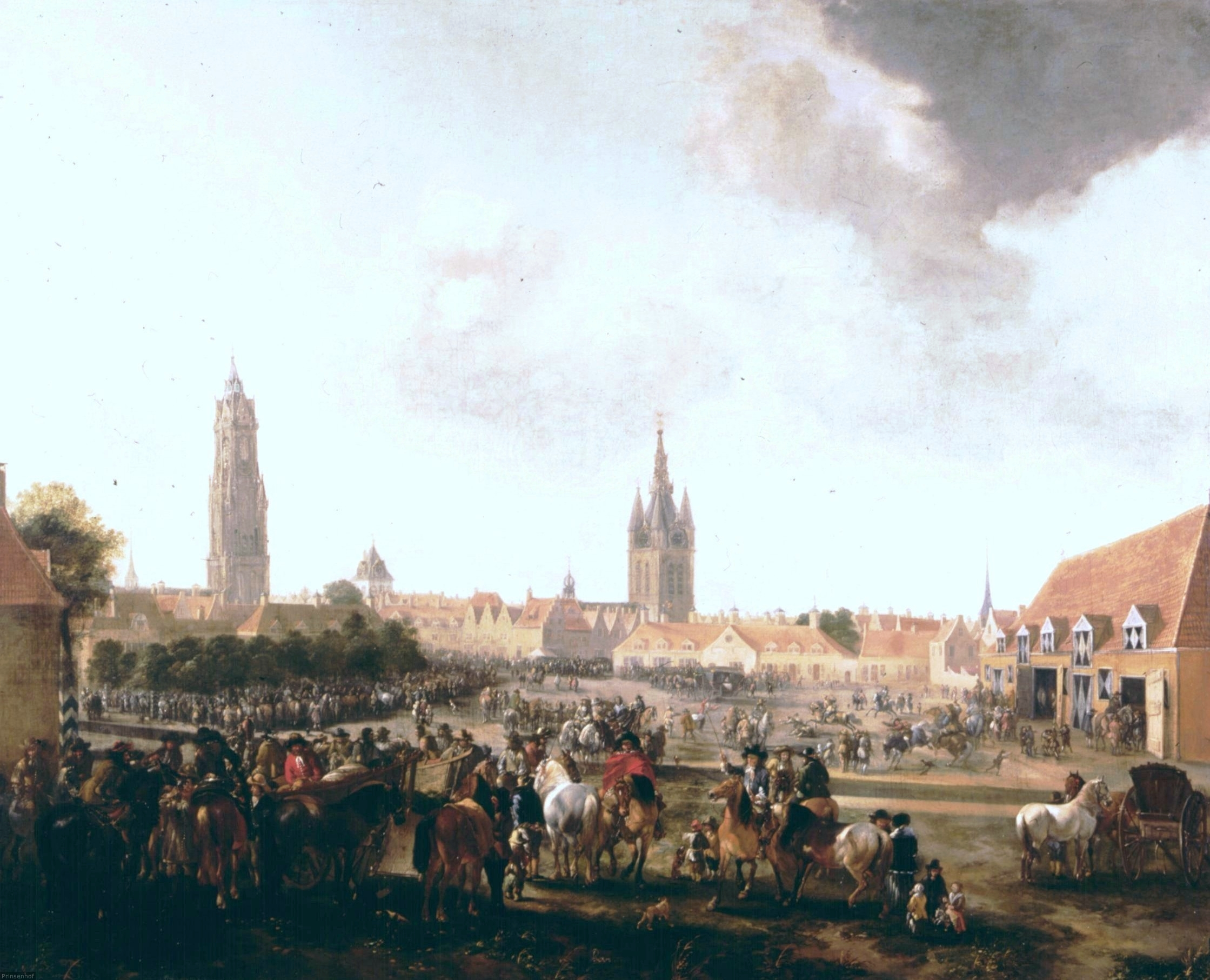
منظر لسوق الخيل في دلفت (1665) بقلم بيتر ووفرمان